# لويس أوتشوا (لاعب كرة قدم)
لويس أوتشوا (بالإسبانية: Lewis Ochoa) هو لاعب كرة قدم كولومبي في مركز الدفاع، ولد في 4 سبتمبر 1984 في Turbo, Colombia ‏ في كولومبيا. لعب مع أتلتيكو جونيور ونادي ميلوناريوس.

## وصلات خارجية
- لويس أوتشوا (لاعب كرة قدم) على موقع قاعدة بيانات كرة القدم.إي يو (الإنجليزية)
- لويس أوتشوا (لاعب كرة قدم) على موقع Soccerway.com (الإنجليزية)
- لويس أوتشوا (لاعب كرة قدم) على موقع AS.com (الإسبانية)